# Ghelăiești, Neamț
Ghelăiești este un sat în comuna Bârgăuani din județul Neamț, Moldova, România.